# Tito Cadolini
Tito Gillo Cadolini (Cremona, 24 giugno 1805 – Cremona, 16 giugno 1876) è stato un patriota e generale italiano, veterano delle guerre d'indipendenza italiane che si distinse particolarmente durante la terza dove comandò la Brigata "Siena" durante la Battaglia di Custoza.

## Biografia
Nacque a Cremona il 24 giugno 1805, figlio di Luigi Cadolini e Rosa Serafina Ferragni, aristocratici di nobili ascendenze (vedi famiglie Cadolini, Ferragni), ed intraprese giovanissimo la blasonata carriera militare divenendo ufficiale dell'
Esercito imperiale austriaco.
Durante i moti liberal-nazionali del 1848 disertò dalle forze armate austriache schierandosi a favore degli insorti cremonesi condotti dai cugini Francesco Ferragni e Gaetano Tibaldi.
Passò quindi all'Esercito del Regno di Sardegna prendendo parte alle campagne militari delle guerre d’indipendenza del 1848, 1849, e 1859.
Tra il settembre e l’ottobre del 1860 partecipò alla campagna militare in Italia centrale che portò all’annessione del Regno delle Due Sicilie e di parte dello Stato Pontificio culminando nella proclamazione del Regno d'Italia, avvenuta nel 1861. 
Transitato in forza al Regio esercito, nel corso del 1866 partecipò alla Terza guerra d’indipendenza dove evidenziò grande esperienza guidando con abilità la Brigata "Siena", appartenente alla 2ª Divisione del Tenente generale Giuseppe Salvatore Pianell lungo il difficile percorso che da Pozzolengo portò al campo di battaglia di Custoza. Per questo fatto fu decorato con la Croce di Cavaliere dell'Ordine militare di Savoia.
Nell'ottobre 1866 salì al grado di Maggiore Generale e divenne poi Comandante della piazza di Verona.